# Pictograma
Un pictograma es un signo visual icónico, es decir, que representa figurativamente (de forma más o menos realista) un objeto real, y a través de este, un significado. Los primeros sistemas de pictogramas fueron precursores o antecedentes de los sistemas de escritura propiamente dichos. Las historietas o cómics y los chistes gráficos sin texto se pueden considerar también pictogramas. Se distinguen de los ideogramas en que estos son más esquemáticos, resumidos, y abstractos; los pictogramas son más concretos. También es posible considerar a los pictogramas como un subconjunto de los ideogramas.
En la actualidad, es entendido como un signo claro y esquemático que sintetiza un mensaje o información sobrepasando la barrera del lenguaje, y con el objetivo de informar o señalizar.
Para Phillip B. Meggs y Alston W. Purvis son ilustraciones elementales o bocetos que representan los objetos ilustrados.

## Historia
Desde la Antigüedad, el ser humano prehistórico necesitó registrar lo que le rodeaba mediante dibujos pintados en las cuevas donde habitaban. Era un impulso mitad estético, mitad religioso por el que se hicieron estas pinturas rupestres, formadas principalmente por pictogramas. Esto todavía no es escritura.
Además, los primeros símbolos de la escritura, necesitados para auxiliar la memoria limitada de los humanos, se basaban en pictogramas. Esto conduciría a un recurso representativo-descriptivo del primer estadio de la escritura y a un recurso mnemotécnico-identificador. Posteriormente, estos símbolos mnemotécnicos, pasaron también a transmitir ideas, los ideogramas.
Las antiguas civilizaciones sumeria, egipcia, china y del valle del Indo comenzaron a usar símbolos, desarrollando sistemas de escritura logográficos.
Es durante la segunda mitad del IV milenio a. C. cuando aparecen las primeras muestras de escritura jeroglífica egipcia en la Paleta de Narmer que data de c. siglo XXXI a. C. o, algo parecido a etiquetas de arcilla utilizadas para identificar el contenido de recipientes, dibujadas por el método representativo-descriptivo y tablillas de arcilla de contabilidad en sumerio
dibujadas por el método mnemotécnico-identificador. La escritura cuneiforme, inventada por los sumerios y documentada desde el 3200 a. C. presenta una evolución hacia la abstracción respecto a los pictogramas y se consideran la primera manifestación de auténtica escritura. En estos sistemas de escritura, con frecuencia los símbolos ya no solo representan una palabra concreta, sino también de alguna manera su sonido.
Los pictogramas son todavía utilizados como el principal medio de comunicación escrita en algunas culturas no alfabetizadas de África, América y Oceanía. También se usan a menudo como simples símbolos pictóricos de representación por la mayoría de las culturas contemporáneas.
En la primera mitad del siglo XX Gerd Arntz desarrolló el sistema Isotype para establecer una comunicación gráfica internacional.

## Pictograma,  gráfica de imágenes o pictografía
Un pictograma puede agrupar sus elementos en secuencia formando un cierto tipo de historietas de viñetas, o disponiéndose estáticamente distribuyéndose el espacio de un cuadro. Es preferible no hablar de diagramas, ya que este tipo de disposiciones, muy similar a los ya descritos, se realiza con ideogramas, no con pictogramas. El pictograma secuenciado o estático utiliza imágenes o símbolos para mostrar los datos que aseguran una rápida comprensión de un mensaje completo. En un pictograma, se utilizan imágenes o símbolos para representar una cantidad específica y su tamaño o cantidad es proporcional a la frecuencia que representa.
Para realizarlo primero se escogen figuras alusivas al tema y se le asigna una imagen. En caso de que una cantidad represente un valor decimal, la figura aparece mutilada. 

## Elementos y características de un pictograma
Los pictogramas tienen una serie de elementos y características:
- Referencialidad hacia aquello que representa, a lo que hace referencia el pictograma.
- Ítems gráficos, formas gráficas que combinadas representan el objeto tomado como referente.
- Comprensión: debe ser comprendido por el mayor número de personas, independientemente de la formación, idioma o discapacidad.
- Legibilidad: el pictograma se debe construir siguiendo unas reglas que permitan mantener la coherencia visual.
- Sencillez: tiene que representar únicamente los elementos más importantes, evitando posibles estímulos distractores o información irrelevante.[3]

## Pictograma como sistema de comunicación
Los pictogramas pueden ser utilizados como sistemas alternativos o aumentativos de comunicación. Generalmente, las personas que lo utilizan presentan dificultades en la comunicación oral y escrita, y utilizan imágenes a modo de palabras para expresar ideas, conceptos, sentimientos, etc. Un pictograma debe ser para la persona que lo utiliza una forma de interpretar, comprender y transformar su realidad en imágenes y, a través de éstas, un medio para expresar y transmitir su pensamiento al interlocutor.
Así pues, estos pictogramas pueden representar una realidad concreta (p.e.  un objeto, animal, persona, etc.), una realidad abstracta (p.e. un sentimiento), una acción, (p.e. mirar), e incluso un elemento gramatical (p.e. adjetivos, conjunciones, artículos, preposiciones, etc.)